# Swedish Open 1970
Lo Swedish Open 1970 è stato un torneo di tennis giocato sulla terra rossa. È stata la 23ª edizione del torneo, che fa parte della categoria del Pepsi-Cola Grand Prix 1970 e dei Tornei di tennis femminili indipendenti nel 1970. Il torneo si è giocato dal 6 al 12 luglio 1970 a Båstad in Svezia.

## Campioni

### Singolare maschile
Dick Crealy ha battuto in finale  Georges Goven con il punteggio di 6–3, 6–1, 6–1.

### Doppio maschile
Dick Crealy /  Allan Stone hanno battuto in finale  Željko Franulović /  Jan Kodeš con il punteggio di 6–2, 2–6, 12–10.

### Singolare femminile
Peaches Bartkowicz ha battuto in finale  Ingrid Lofdahl-Bentzer con il punteggio di 6–1, 6–1.

### Doppio
Ana María Arias /  Peaches Bartkowicz hanno battuto in finale  Kathleen Harter /  Eva Lundquist con il punteggio di 6–4, 6–4.